# Élection présidentielle américaine de 2016 au Nouveau-Mexique
L'élection présidentielle américaine de 2016, cinquante-huitième élection présidentielle américaine depuis 1788, a lieu le 8 novembre 2016 et conduit à la désignation du républicain Donald J. Trump comme quarante-cinquième président des États-Unis.
Au Nouveau-Mexique; les démocrates l'emportent avec Hillary Clinton, comme présumé par les sondages. 

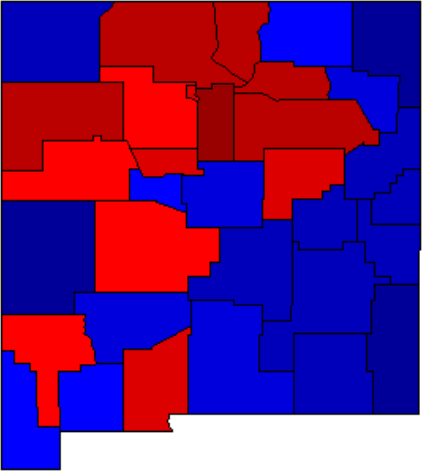
Carte des résultats de l'élection présidentielle américaine de 2016, par comté, au Nouveau-Mexique (Rouge: Clinton / Bleu: Trump)

## Résultats des élections au Nouveau-Mexique
| Candidat Présidentiel | Vice-Président   | Parti Politique       | Vote Populaire | Vote Populaire | Vote électoral |
| --------------------- | ---------------- | --------------------- | -------------- | -------------- | -------------- |
| Hillary Clinton       | Tim Kaine        | Démocrates            | 385 234        | 48.26%         | 5              |
| Donald J. Trump       | Michael R. Pence | Républicains          | 319 667        | 40.04%         | 0              |
| Gary Johnson          | Bill Weld        | Libertariens          | 74 541         | 9.34%          | 0              |
| Dr. Jill Stein        | Ajamu Baraka     | Verts                 | 9 879          | 1.24%          | 0              |
| Evan McMullin         | Nathan Johnson   | Mieux pour l'Amérique | 5 825          | 0.73%          | 0              |
| Autres (+)            | /                | /                     | 3173           | 0.40%          | 0              |

## Analyse
Seuls les comtés de Hidalgo, Valencia et Colfax ont changé de majorité et passent de Républicains en 2012 à Démocrates en 2016. Aucun comté n'a voté à plus de 71,1% Démocrate ou 71,45% Républicain. Les plus réfractaires au candidat Républicains sont les habitants du comté de Taos avec 17,85%. Les plus pessimistes envers Hillary sont dans le comté d'Union avec 18,81%